# Kraftverkehr Mundstock

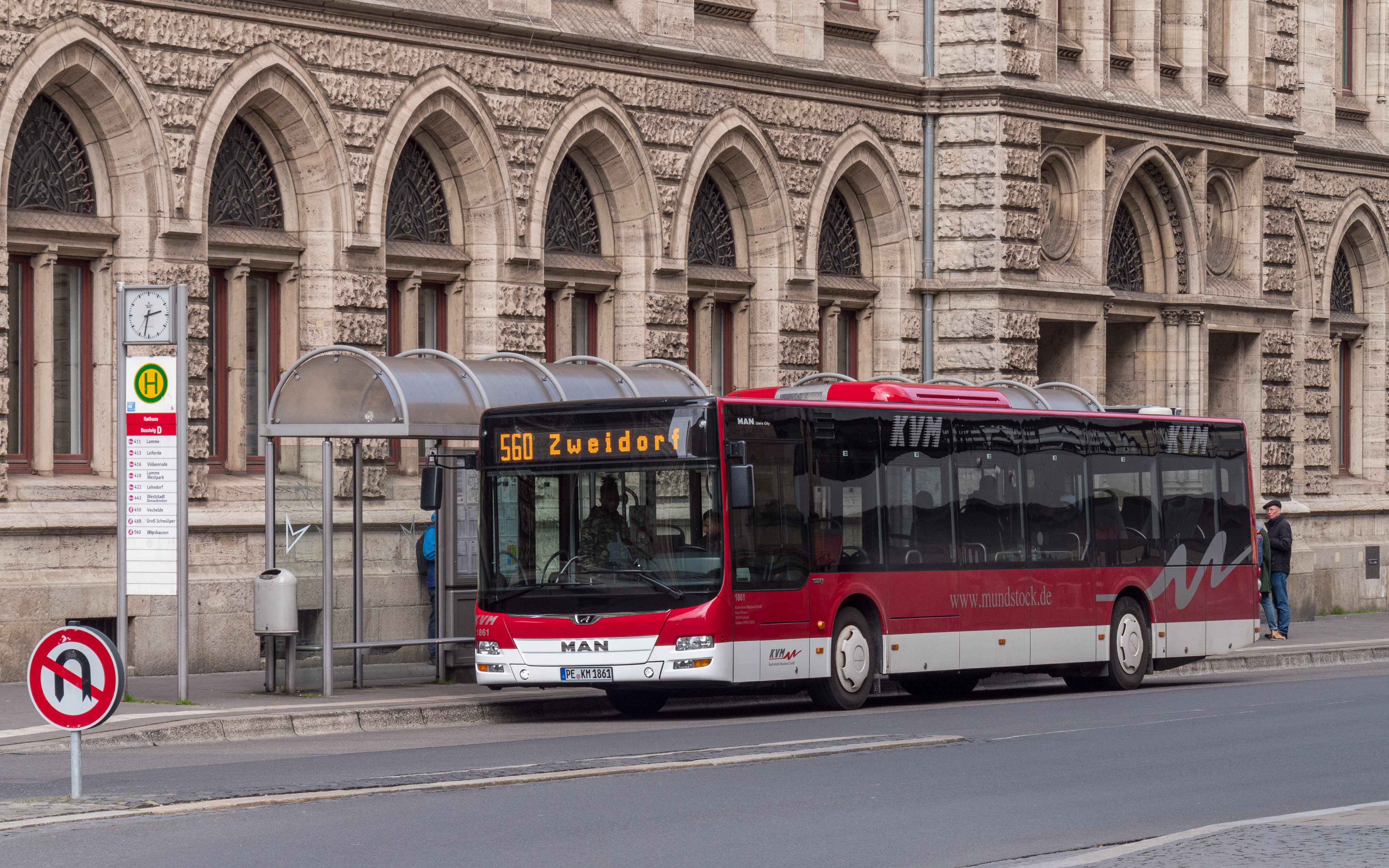
KVM-Bus am Rathaus in Braunschweig

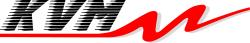
Logo Kraftverkehr Mundstock

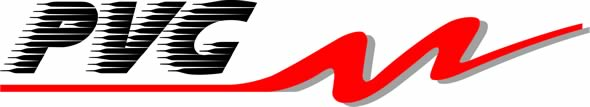
Logo Peiner Verkehrsgesellschaft

Der Kraftverkehr Mundstock (kurz: KVM) bedient den öffentlichen Personennahverkehr (ÖPNV) überwiegend im Landkreis Peine mit zahlreichen Bus-Linienverkehren. Das einstige Familienunternehmen wurde 1930 gegründet und 1998 von der Braunschweiger Verkehrs-GmbH übernommen.

## Geschichte
Das Familienunternehmen begann im Jahr 1930 vom neuen Busbetriebshof in Bortfeld in der Reiseverkehrssparte den Dienst. Nach und nach wurden auch einige Linienverkehre im Gebiet des Landkreises Peine erbracht, die auch bis nach Braunschweig sowie in den Landkreis Gifhorn reichen.
1993 wurde die Firma Reisepartner zusammen mit der Fuhrmann-GmbH gegründet. Das Programm umfasst über 400 Reisen in mehr als 40 Länder. Neben den klassischen Busreisen bietet der Reisepartner Kreuzfahrten und kombinierte Flug-/ Bus- und Bus-/Schiffsreisen an. Ein weiterer Bestandteil sind die Urlaubs- und Kurreisen sowie Clubtouren. In den regionalen Tages- und Wochenblättern werden außerdem kurzfristig Sonderreisen aus aktuellen Anlässen oder zu besonders günstigen Konditionen angeboten.
Aus Altersgründen verkaufte Erich Mundstock 1998 das Unternehmen an die Braunschweiger Verkehrs-AG. Neue Mitarbeiter wurden zunehmend beim Kraftverkehr Mundstock eingestellt, um die Personalkosten nachhaltig senken zu können.

## Heute
Gegenwärtig bedient das nun in Wedtlenstedt ansässige Unternehmen eine Reihe von Omnibuslinien der Braunschweiger Verkehrs-GmbH sowie über die Tochter Peiner Verkehrsgesellschaft (PVG) vom neugebauten Betriebshof in Peine die ehemaligen KVM-Linien der ehemaligen VG Peine. Zum Einsatz kommen sowohl eigene als auch von der Braunschweiger Verkehrs-GmbH zur Verfügung gestellte Fahrzeuge. Unter eigenem Namen betreibt die KVM noch die Linien Wipshausen-Braunschweig und Zweidorf-Vechelde.
Die Firma Reisepartner Fuhrmann-Mundstock International GmbH in Vechelde-Wedtlenstedt besteht aus insgesamt 13 Mitarbeitern.